# Bruno Bettinelli

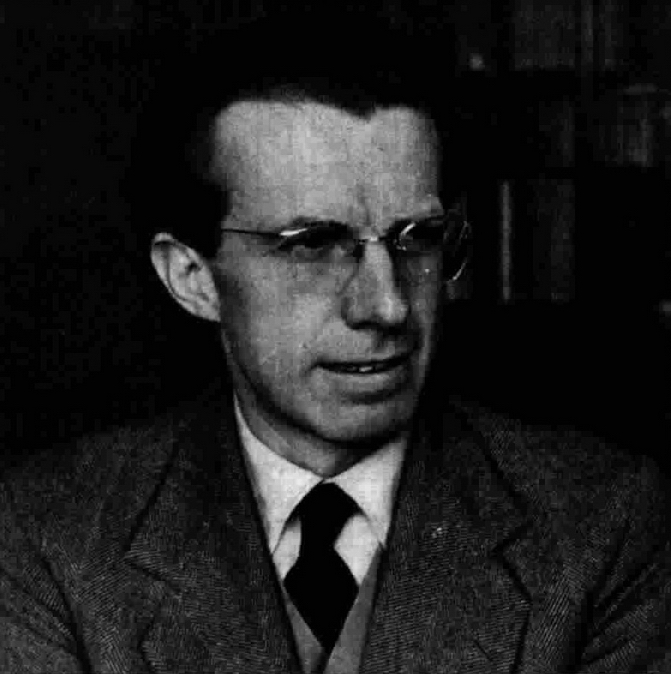
Bruno Bettinelli (1954)

Bruno Bettinelli (* 4. Juni 1913; † 8. November 2004) war ein italienischer Komponist.

## Leben
Bruno Bettinelli studierte am Konservatorium in Mailand bei Giulio Cesare Paribeni und Renzo Rinaldo Bossi und schloss 1937 sein Studium ab. 1941 nahm er an einem Fortbildungskurs von Vito Frazzi an der Accademia Chigiana in Siena teil. Diplome erwarb er in der Fächern Komposition, Klavier, Vokalpolyphonie, Chormusik und Chorgesang. Ab 1941 lehrte er am Konservatorium von Mailand, wo er zwischen 1957 und 1979 einen Lehrstuhl für Komposition innehatte. Zu seinen Schülern gehörten u. a. Claudio Abbado, Bruno Canino, Azio Corghi, Francesco Degrada, Arman Gentilucci, Riccardo Muti und Maurizio Pollini. Für seine Lehrtätigkeit erteilte ihm die Associazione Nazionale die Critici Musicali 1990 den Premio Massimo Mila. Bettinelli gewann zahlreiche Preise (u. a. Angelicum, 1942 und 1947, Borgonuovo, 1948, Città di Bologna, 1964, Città di Trieste, 1964). 1961 wurde er Mitglied der Accademia di Santa Cecilia in Rom. Er war auch als Musikkritiker tätig.
Während Bettinelli in seinen Werken zunächst an das Schaffen Paul Hindemiths anknüpfte – dies zeigt sich in strengen, überwiegend kontrapunktisch angelegten Kompositionen wie Due invenzioni (1939) oder auch Fantasia e fuga su temi gregoriani (1942) –, erscheinen in seinem späteren Schaffen, obwohl er gegenüber den fortschrittlichen Strömungen der zeitgenössischen Musik immer eine distanzierte Haltung eingenommen hat, atonale Einflüsse und schließlich der Gebrauch dodekaphoner Reihen (allerdings von bestimmten und verbindlichen Regeln befreit). Charakteristisch für seine musikalische Sprache sind zudem der energische Rhythmus und die kontrapunktische Schreibweise. Das kontinuierliche Interesse an Experimenten der Avantgarde vermittelten seiner Musik unbestreitbar eine klangliche und harmonische Modernität sowie eine fortwährende Erweiterung des musikalischen Materials.

## Werke

### Vokalmusik
Chormusik
- Due Laudi für Chor und 3 gemischte St. (1936)
- Villanella e Canzonetta für dass. (1936)
- Tre espressioni madrigalistiche (1939), Padua 1939
- Tre liriche di Ungaretti 4 v. (1940)
- Tre canti popolari lombardi für MCh. und 4 gemischte St. (1941)
- Messa da Requiem 8 v. (1942/43), Padua 1943
- Tre canti für Chor und Orch. (1945)
- Laudi del 1200, freie Interpretationen für 2 S, Chor, Str., Harfe (1947)
- Laudi del Natale e della Pasqua (1947), Mld. 1947
- Messa italiana für 2 St. und Orgel (1966), Bergamo 1967
- Proprio della Messa di Pentecoste für dass. (1968), ebd. 1967; verschiedene Mot.
- Due Antifone per la Quaresima für V. und Orgel (1971), Bergamo 1971
- Sono una creatura, Kant. für Chor und Orch. zu Gedichten von Giuseppe Ungaretti (1971), Mld. 1971
- Poesie di Ungaretti für 4 gemischte St. (1971), ebd. 1971
- Nove canti per ragazzi für 2 od. 3 St. (1971), Mld. 1972
- Tre poesie di Fausta für FrCh. (1972), ebd. 1972
- Tre nuovi madrigali für gemCh. und 4 St. (1974), Bergamo 1974
- Tre liriche di Tiziana für FrCh. (1978), Mld. 1978
- Tre canti für MCh. (1981), Padua 1981
- In Nativitate Domini, Kant. für S und Orch. (1982), ebd. 1982
- Terza cantata (Veränderungen über ein Sonett von T. Campanella) für Chor und Orch. (1984/85), Mld. 1985
- Polyphonia Nr. 15 für Chor (1993/94), Bergamo 1994
- Sette madrigali für 5 St. (1993–95), Padua 1995
- Missa brevis für Chor (1997), Bergamo 1997
- Tre Lamenti e Aurora für Chor (1997), Padua 1997
- Varianti su "Alleluia" für Chor (1997), Bergamo 1997
- Außerdem zahlreiche Mot. und Hymnen für Solo-Chor, für Chor und Orgel (1957–1986), sowie etwa 40 Volkslieder für MCh.

Lieder
Zahlreiche Lieder für Stimme und Klavier, u. a.:
- Tre liriche (1940), Padua 1940
- Due liriche lunari (1948), Padua 1949
- Tre liriche di Cecilia d'Orfeo (1953), Mld. 1953
- Liriche di Guido Miano für S, Klar. und Kl. (1988), Padua 1989
- La terra poemetto für dass. (1967), ebd. 1968
- Due liriche für St. und Git. (1977), ebd. 1977
- Serenata semiseria für S und Klar. (1983)
- Due nuove liriche für S und Kl. (1993), Mld. 1994
- Andare... für B und Kl. (1995)

### Bühnenwerke
(alle erschienen bei Ricordi, Mailand)
- La smorfia (R. Bacchelli), Oper 1 Akt (1959 Como)
- Il pozzo e il pendolo (C. Crispolti nach E. A. Poe), azione drammatica 1 Akt (1967 Bergamo)
- Count Down (A. Madau Diaz), Oper 1 Akt (1970 Mailand)